# Véhicule de l'Avant Blindé
El Véhicule de l'Avant Blindé (VAB) es un vehículo de transporte de tropas del Ejército francés.

## Descripción
Es un vehículo blindado de combate militar ligero diseñado para el despliegue de tropas en el campo de batalla y apoyo a otras fuerzas de operaciones como tanques blindados con orugas, en todo tipo de terreno y para el respaldo de operaciones de guerra urbana, lucha contra el terrorismo y mantener el orden interno del país, fue creado para transportar hombres, soldados, policías y técnicos de operaciones especiales al campo de batalla, protegiéndolos de municiones de hasta el calibre 7,62 mm y de las minas en tierra, con un resistente blindaje en la parte baja y los costados del vehículo blindado. Existen versiones NBQ militares y civiles, y es fácilmente transportable por aire en aviones militares de carga. Tiene una transmisión automática y un potente motor diésel de 6 cilindros con combustible Euro III. Puede transitar por todo tipo de terrenos y algunas versiones están disponibles con dos hélices traseras, para poder cruzar ríos y pantanos.
Está dotado de una ametralladora del calibre 12,7 mm OTAN en la versión de vehículo de infantería, y con una de 7,62 mm en cualquiera de las demás variantes, pero también puede ser equipado con un cañón de 20 mm, o con un lanzador de misiles ATGM, el VAB HOT.
También existe una versión de camión ambulancia blindada para atender heridos, camión comando de batalla, vehículo de logística, apoyo táctico, vehículo de observación de artillería, escolta de otros carros de combate, operaciones especiales de lucha contra el terrorismo, guerra urbana y camión de rescate, para ayudar a la policía y comandos especiales que necesiten combatir contra fuerzas enemigas con la protección de blindaje de balas, transportados dentro del camión al teatro de operaciones o soldados de infantería cubriéndose durante el combate detrás del camión mientras ocupan el terreno, los soldados, polícias o comandos especiales, pueden salir del camión, atacar posiciones enemigas y luego entrar al camión nuevamente, para retirarse rápidamente a otro sector en la zona de combate.
En el futuro también podrá combatir junto a otros equipos militares, como el nuevo vehículo de transporte blindado BMX-01 desarrollado recientemente por Renault, que forma parte del programa VBMR del Ejército Francés con algunas variantes para su fabricación en serie y exportación a otros países, como la versión blindada de transporte de personal.
Es hoy en día un producto de Renault Trucks Défense, del grupo Renault Trucks, y en parte de GIAT Industries. El VAB será sustituido en 2020 por el EBM10-EBM20 (Engin Blindeé Médian), dotado de una propulsión mixta diésel/eléctrica.

## Versiones
La versión francesa es de tracción 4x4 de cuatro ruedas, pero la versión de exportación a otros países es más grande de tracción 6x6 de seis ruedas por pedido de los compradores.
- VAB-VTT - (transporte de tropas con capacidad para 12 hombres equipados)
- VAB-VCI - Monta un cañón de 20 mm.
- VAB-VOA - (Vehículo de Observación de Artillería.
- VAB-Ratac - Radar de Adquisición de fuego de artillería.
- VAB-PC - Puesto de Comando.
- VAB-SIR - Sistema de Información del regimiento, se usa como parte de la exploración.
- VAB-HOT - (Lanza un misil contra carro HOT a 4000 m de distancia.
- VAB-M - Porta un mortero 81-120 mm.
- VAB-SAN - Versión ambulancia blindada de transporte sanitario.
- VAB-NBQ - Versión de reconocimiento NBQ, y tiene una velocidad máxima de 50km/h.
- VAB-ATLAS - Automatización Incendios.
- VAB-AZUR (acción en las zonas urbanas) - Tiene una rampa en la parte delantera y un periscopio panorámico con monitor interno.
- VAB-ML - Mobile Light.
- VAB-TOP - VAB para el teatro de operaciones afgano y equipado con una torreta controlada a distancia Kongsberg, un protector delantero y una ametralladora de 12,7 mm y armadura de cerámica adicionales.

## Galería

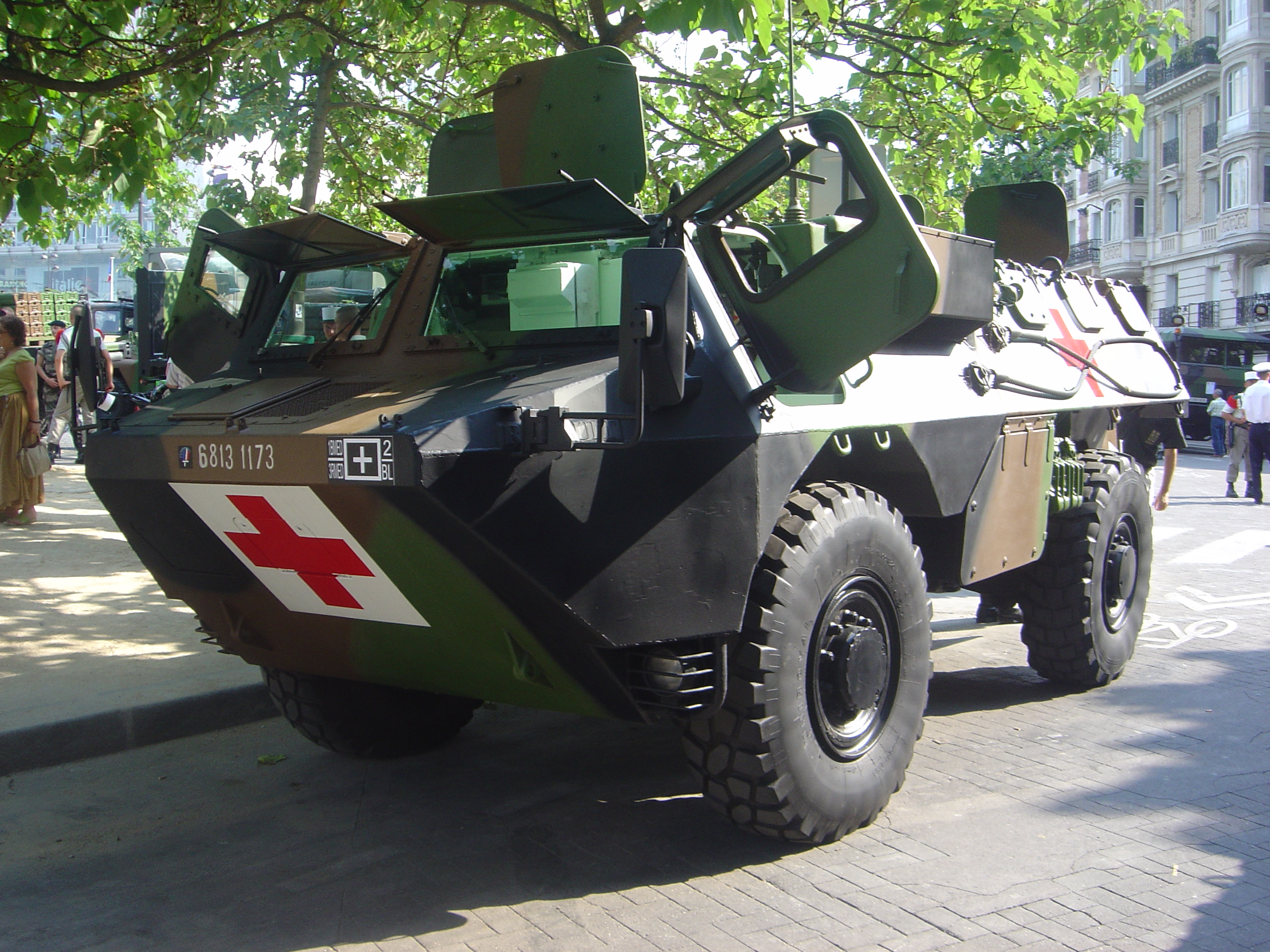
VAB Ambulancia.
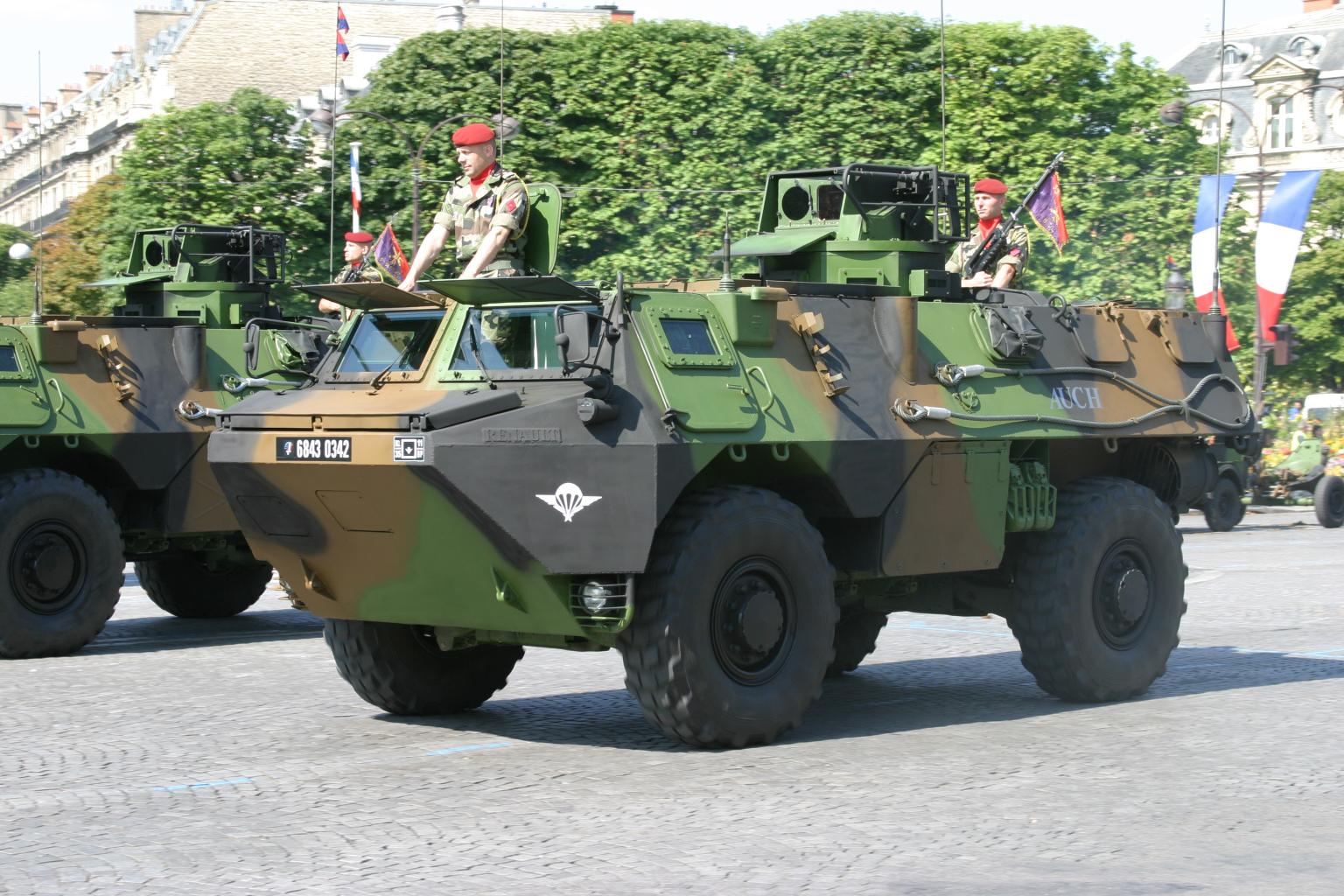
VAB VOA.
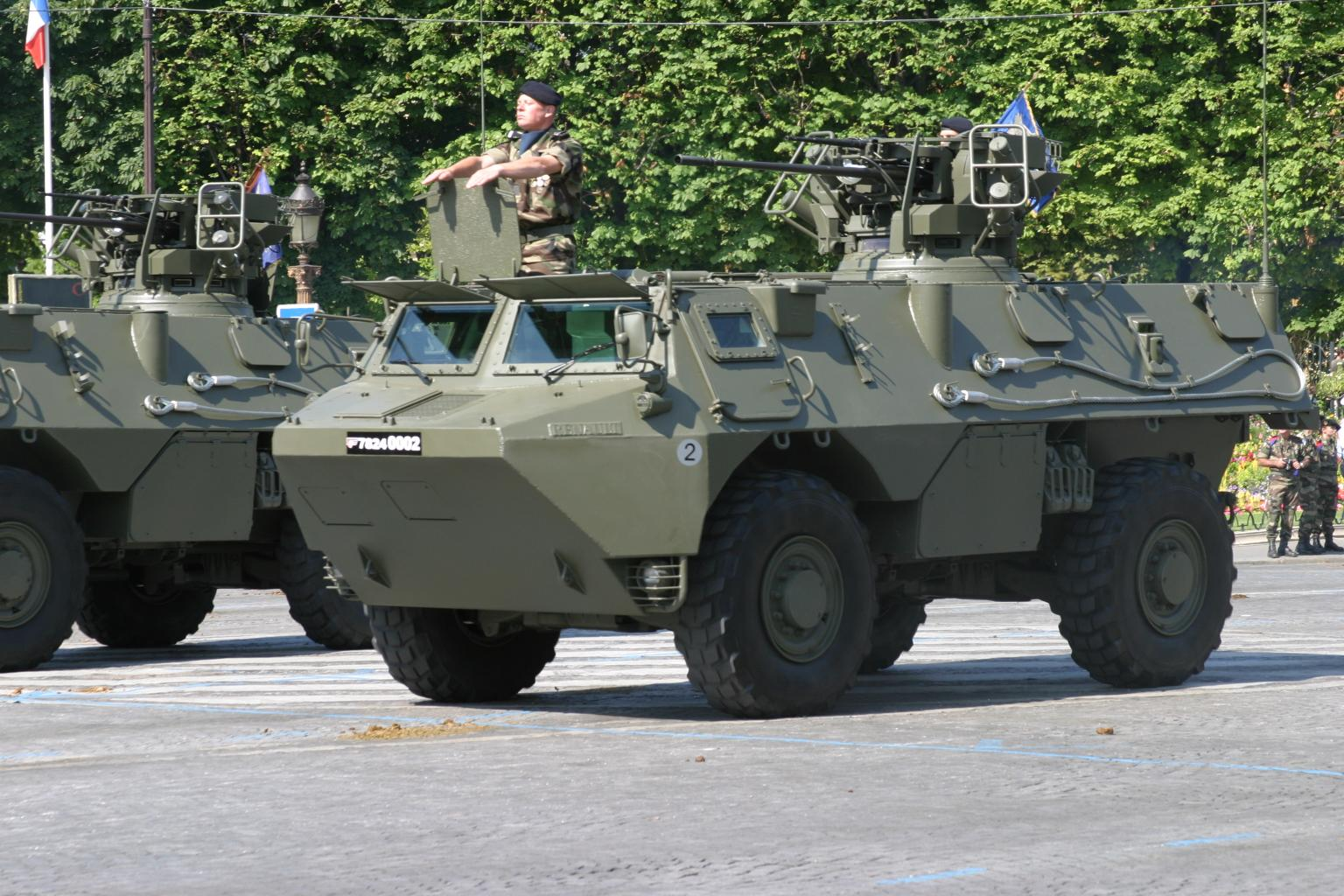
VAB equipado con la torreta T20-13.
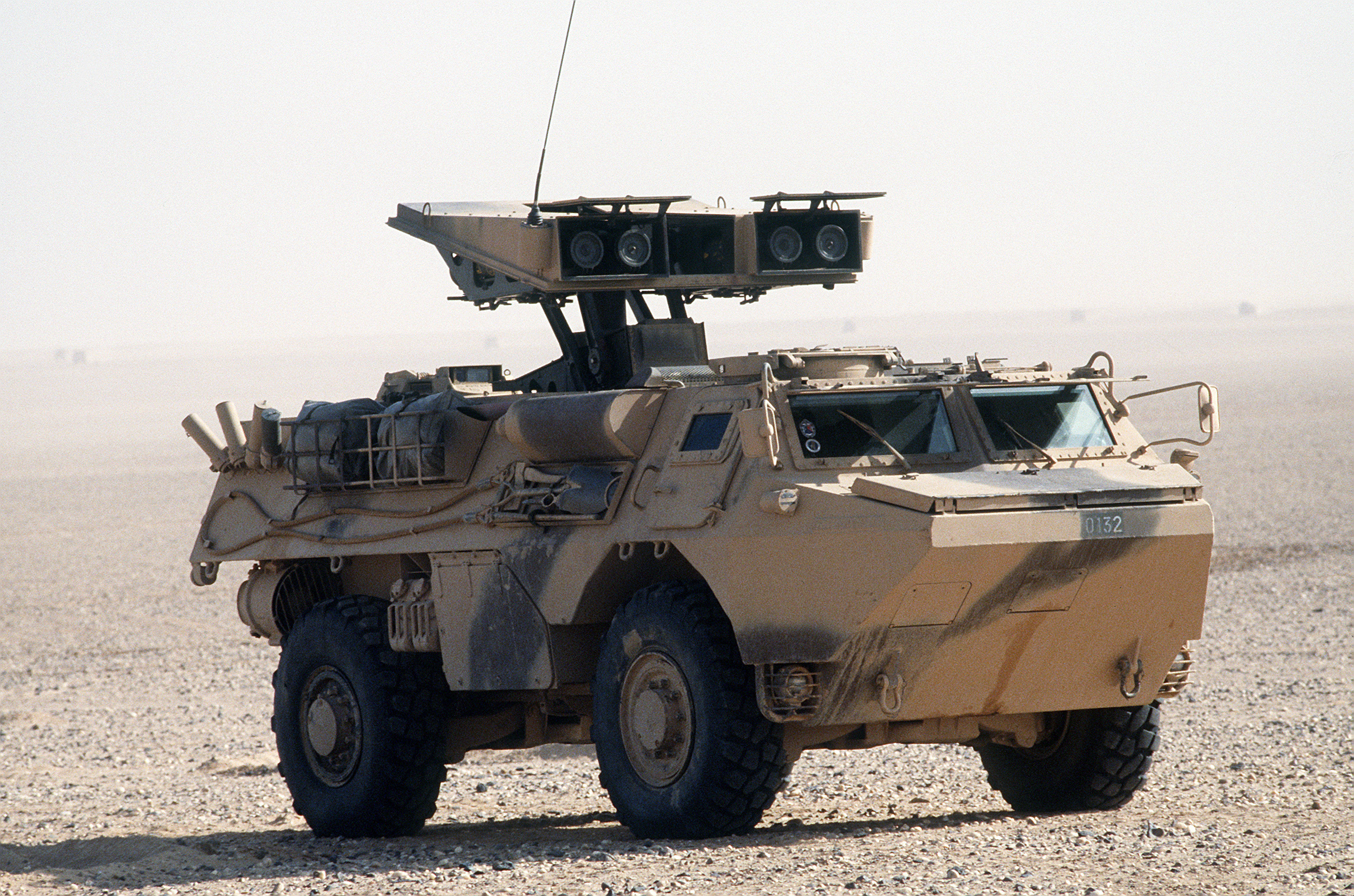
VAB HOT.

## Usuarios
Más de 5000 VAB están en servicio en los siguientes países :
- Francia
- Brunéi
- Chipre
- EAU
- Indonesia
- Líbano
- Marruecos
- Mauritania
- Omán
- Catar
- República Centroafricana
- República Democrática del Congo
- Ucrania

## Vehículos similares
- VAE
 VAPE
- Pandur
- Pegaso BMR
 Pegaso VEC
- Komatsu LAV
- Bravia Chaimite
- Cadillac Gage Commando
 M1117
- BRDM-2
 BTR-60
 BTR-70
- Bravia Chaimite